# Astragalus parvulus
Astragalus parvulus är en ärtväxtart som beskrevs av Joseph Friedrich Nicolaus Bornmüller. Astragalus parvulus ingår i släktet vedlar, och familjen ärtväxter. Inga underarter finns listade i Catalogue of Life.